# شريان قولوني أيمن
الشريان القولوني الأيمن يبدأ من منتصف تقعر الشريان المساريقي العلوي، أو من جذع يشترك فيه مع الشريان اللفائفي القولوني.
يقوم الشريان بالمرور إلى اليمين خلف الصفاق، وأمام الأوعية المنوية الغائرة، والأوعية المبيضية والحالب الأيمن، والعضلة القطنية الكبيرة، حتى يصل إلى منتصف القولون الصاعد. في بعض الأحيان يعبر الشريان في مستويات عليا، ويقطع الجزء الثاني من العفج والطرف السفلي للالكلية اليمنى.
عند وصوله للقولون، يقوم الشريان بالانقسام إلى فرع نازل، والذي يتفاغر مع الشريان اللفائفي القولوني، وفرع آخر صاعد يتفاغر مع الشريان القولوني الأوسط. جميع هذه الفروع تنتشر للقولون الصاعد وتقوم بعملية الإرواء الدموي له.

## وصلات خارجية
- أشكال تشريح صني 39:01-04 - "تفرعات الشريان المساريقي العلوي"
- صور تشريحية:39:03-0102 في مركز داونستيت الطبي التابع لجامعة نيويورك - "الأمعاء والمعثكلة: تفرعات الشريان المساريقي العلوي"
- صور تشريح صني 8580
- درسٌ تشريحي حول largeintestine مُعدٌ بواسطة ويسلي نورمان (جامعة جورجتاون).
- درسٌ تشريحي حول sup&infmesentericart مُعدٌ بواسطة ويسلي نورمان (جامعة جورجتاون).